# Notothylas temperata
Notothylas temperata là một loài rêu trong họ Notothyladaceae. Loài này được J. Haseg. mô tả khoa học đầu tiên năm 1979.